# Luigi Russo
Luigi Russo (Delia, 29 novembre 1892 – Marina di Pietrasanta, 14 agosto 1961) è stato un critico letterario e storico della letteratura italiano.

## Biografia
Frequentato il liceo classico Ruggero Settimo a Caltanissetta, si iscrisse all'università di Pisa e fu anche allievo della Scuola normale superiore tra il 1910 e 1914. Successivamente prese parte alla prima guerra mondiale, verso la quale nutrì un "ingenuo entusiasmo" per i risvolti patriottici ai fini del completamento dell'unificazione territoriale italiana. Nel 1919 assunse la cattedra di Italiano e Latino alla Scuola militare Nunziatella di Napoli.
Giunse con grande celerità la pubblicazione della sua tesi di laurea su Metastasio nel 1915, ma l'incipit della sua carriera fu nel 1920, anno in cui uscì il Saggio su Verga. Lo scrittore verista resterà sempre tra gli interessi di Russo, tanto che nel 1960, nel suo ultimo volume laterziano Il tramonto del letterato, pag. 513, si legge un suo intervento intitolato Verga, il poeta della povera gente.
Cominciò proprio nel 1920-1925 la prima e compiuta definizione del suo indirizzo critico-letterario: successivamente al saggio su Verga, nel quale aveva attaccato la letterarietà in nome della concezione del "poeta primitivo", emergeva già matura la sua posizione verso Benedetto Croce, con il quale scambiò un nutrito carteggio, confermando la distinzione tra poesia e non-poesia, ma completandola con il contesto e il mondo dello scrittore, sia sociale che culturale. Dette dunque molta importanza alla storia, riferendosi chiaramente alla critica di Francesco De Sanctis e inaugurando il suo storicismo integrale. Ridefinì la nozione di poetica come cerniera tra poesia e non-poesia e applicandola nei suoi studi sui principali autori italiani: Manzoni, Alfieri, Foscolo, Leopardi, raccolti in Ritratti e disegni storici.
Nel 1925 ottenne la cattedra di letteratura italiana alla facoltà di magistero di Firenze e nel 1934 alla facoltà di Lettere di Pisa, dove avrà tra i suoi allievi tra gli altri  Giovanni Getto, Walter Binni, Ettore Bonora, Emilio Bigi. Dopo i notevoli studi metodologici si concentrò su Alessandro Manzoni e I promessi sposi che vennero riabilitati nonostante le notevoli discriminazioni crociane.
Continuò appassionatamente lo studio sulla cultura ottocentesca napoletana, la quale veniva ad assumere un chiaro significato politico. Prese corpo il suo antifascismo "utile e indisturbato" condiviso con illustrissimi colleghi. Esso si consolidò nel saggio su Niccolò Machiavelli, in forte opposizione alla moda del regime di rappresentare sé stesso come il movimento che aveva da tempo attuato gli ideali machiavellici. Russo invece, sul piano letterario, confermò la visione di Machiavelli come "artista della politica".
Assunse nel 1943 e dal 1944 al 1948 la direzione della Scuola normale di Pisa e si confermò uno dei più lucidi e arguti attori della cultura del tempo. Aveva collaborato alla rivista La nuova Italia (pubblicata dall'omonima casa editrice); dal 1925 al 1947, diresse  Leonardo. Rassegna bibliografica mensile e infine volle fondare, nel 1946, una propria rivista, Belfagor che si occuperà di critica, storia, politica, filologia e arti figurative. Dalle sue colonne polemizzerà sagacemente e brillantemente coi personaggi di spicco della vita culturale e politica del Paese e si ergerà sempre a difesa della cultura libera. La fase finale della sua attività di studioso sarà maggiormente rivolta alla dialettica.
Soddisfatto della tranquillità della vita a Pisa, trascorrerà attivamente gli ultimi anni anche in senso politico: fedele alla sua impostazione laica e repubblicana, si iscrisse prima al Partito d'Azione di Piero Calamandrei per poi uscirne in polemica nel 1946. Entrò dunque nel Partito Repubblicano Italiano di Randolfo Pacciardi e Ugo La Malfa, ma anche da questo ne uscì dopo breve tempo, nel 1947, sbattendo la porta. La sua stella polare fu di non accettare mai il clima politico di monopolio democristiano, soprattutto nel campo dell'istruzione pubblica, e questo lo spinse infine a candidarsi come indipendente nelle liste del Fronte Popolare (PCI-PSI) in Sicilia alle elezioni politiche del 1948. Proprio a tale scelta politica è da attribuirsi, secondo quanto ritiene Calamandrei, la successiva decisione dell'allora Ministro dell'istruzione, il democristiano Guido Gonella, di non confermarlo quale direttore della Scuola normale di Pisa.
Alla sua morte, uno dei figli, Carlo Ferdinando Russo, formatosi anche lui alla Scuola Normale e titolare per oltre un ventennio della cattedra di filologia greca all'Università di Bari, gli subentrò nella direzione di Belfagor.

## Opere

### Saggi
- Metastasio, Pisa, Nistri, 1915.
- Vita e morale militare, Caserta, Marino, 1917 (poi più volte ristampato con il titolo Vita e disciplina militare, in ultima edizione Milano, Il Saggiatore, 1992).
- Giovanni Verga, Napoli, Ricciardi, 1919.
- Salvatore Di Giacomo, Napoli, Ricciardi, 1921.
- I Narratori, Roma, Fondazione Leonardo, 1923.
- Francesco De Sanctis e la cultura napoletana, Venezia, La Nuova Italia, 1928.
- Problemi di metodo critico, Bari, Laterza, 1929.
- Elogio della polemica, Bari, Laterza, 1933.
- Ritratti e disegni storici - Da Machiavelli a Carducci, Bari, Laterza, 1936.
- Commedie fiorentine del '500, Firenze, Sansoni, 1939.
- Gabriele D'Annunzio. Saggi tre, Firenze, Sansoni, 1939.
- La critica letteraria contemporanea, tre volumi, Bari, Laterza, 1942-43.
- Machiavelli, Bari, Laterza, 1945.
- Personaggi dei Promessi sposi, Roma, Edizioni Italiane, 1945; Bari, Laterza, 1952.
- Scrittori-poeti e scrittori-letterati, Salvatore Di Giacomo e Giuseppe Cesare Abba, Bari, Laterza, 1945.
- Ritratti e disegni storici. Dall'Alfieri al Leopardi, Bari, Laterza, 1946.
- Ritratti e disegni storici. Dal Manzoni al De Sanctis, Bari, Laterza, 1946.
- Ritratti e disegni storici. Studi sul Due e Trecento, Bari, Laterza, 1946.
- De vera religione, Torino, Einaudi, 1949.
- Ritratti e disegni storici. Dal Carducci al Panzini, Bari, Laterza, 1953.
- Dialogo dei popoli, Firenze, Parenti, 1953.
- Letture del Decameron, Bari, Laterza, 1956.
- Carducci senza retorica, Bari, Laterza, 1957.
- Il tramonto del letterato, Bari, Laterza, 1960.
- Compendio di storia della letteratura italiana, Messina, D'Anna, 1961.
- «Culturalume» e «Culturame», in:  Giulio Trevisani e Stefano Canzio, Il papato contro l'Italia, prefazione di Luciano Canfora, Milano, Nicola Teti Editore, 2008, ISBN 978-88-7039-025-4.
- Luigi Russo - Giovanni Gentile, Carteggio 1913-1943, a cura di Antonio Resta e Roberto Pertici, Pisa, Scuola Normale Superiore, 1998.
- Luigi Russo - Benedetto Croce, Carteggio 1912-1948, a cura di Emanuele Cutinelli-Rendina, Pisa, Edizioni della Normale, 2006 (in due volumi).
- Luigi Russo - Adolfo Omodeo, Carteggio 1924-1946, a cura di Antonio Resta, Pisa, Edizioni della Normale, 2018 (in due volumi).
- Carteggio Luigi Russo - Roberto Ridolfi 1954-1961, a cura di Luca Menconi, Firenze, Polistampa, 2019.

Ai saggi sopraelencati sono da aggiungere i numerosi commenti, ad uso scolastico, di opere di alcuni tra gli scrittori italiani già indagati nei suoi studi critici, come Boccaccio, Dante, Machiavelli, Tasso, Alfieri, Foscolo, Leopardi, Nievo, Verga, De Sanctis.

### Curatele
- Alessandro Manzoni, I Promessi Sposi, Firenze, La Nuova Italia, 1935-1992.